# Comté de Greene (Mississippi)
Pour les articles homonymes, voir Comté de Greene.
Le comté de Greene est situé dans l’État du Mississippi, aux États-Unis. Il comptait 13 530 habitants en 2020. Son siège est Leakesville.